# Cara Murray
Cara Murray (* 1. November 2000 in Belfast, Vereinigtes Königreich) ist eine nordirische Cricketspielerin, die seit 2018 für die irische Nationalmannschaft spielt.

## Kindheit und Ausbildung
Murray absolviert ein Sport-Studium an der University of Ulster.

## Aktive Karriere
Murray gab ihr Debüt in der Nationalmannschaft bei der Tour gegen Neuseeland im Juni 2018, wobei sie ihr jeweils erstes WODI und WTwenty20 bestritt. Im Sommer 2021 kam sie wieder zurück ins Team und ihr gelang in der WTwenty20-Serie gegen Schottland 3 Wickets für 18 Runs. In der europäischen Qualifikation für die nächste WTwenty20-Weltmeisterschaft erzielte sie im August gegen die Niederlande 3 Wickets für 9 Runs. Im Oktober erreichte sie bei der Tour in Simbabwe 3 Wickets für 56 Runs. Im März 2022 erhielt sie einen Vertrag mit dem irischen Verband. Bei der Tour in den Niederlanden im August 2022 konnte sie mit 5 Wickets für 39 Runs ihr erstes Five-for erzielen.